# Kings of Leon
Kings of Leon es grupo de música estadounidense de rock fundado en Nashville, Tennessee, en 1999. Está formado por tres hermanos, Caleb, Nathan y Jared Followill y su primo Matthew Followill. Cada miembro de la familia es conocido por su segundo nombre en vez del primero. El nombre del grupo deriva del padre y abuelo de Nathan, Caleb y Jared, los dos llamados Leon. La música de la banda en sus comienzos empezó en conjunto con the strokes; era una mezcla animada de rock sureño e influencias de garage rock, pero la banda se ha ido expandiendo gradualmente a través de los años para incluir una variedad de géneros más alternativos y también el sonido arena rock. Aunque los tres primeros álbumes del grupo tuvieron un notable éxito en Reino Unido, las ventas en los Estados Unidos fueron menos significativas. En septiembre de 2008 los sencillos "Sex on Fire" y "Use Somebody" catapultaron a la banda a la fama mundial a la vez que el álbum Only by the Night obtenía el Disco de Platino en los Estados Unidos.

## Historia
El nombre de la banda proviene del padre y del abuelo de Nathan, Caleb y Jared, llamados Leon. Jared y Caleb nacieron en Tennessee, mientras que Nathan y Matthew son de Oklahoma City. Para completar el equipo, Christofer "Nacho" Followill, es el técnico que se encarga de que las guitarras estén perfectas, primo también de los "ings". Los hermanos pasaban gran parte de su tiempo viajando por el sur de los Estados Unidos con su padre un predicador y su madre, que les enseñaba cuando no estaban en el colegio.
Sus padres se divorciaron en 1997 y tras varios trabajos, los hermanos se mudaron a Nashville en 1998. Los tres formaron una banda en 2000 con su primo Matthew. Su música está influenciada por educación religiosa y sus raíces del sur de los Estados Unidos. Consiguieron su álbum de debut Youth and Young Manhood y consiguieron un relativo estrellato, especialmente fuera de los Estados Unidos, por ser escogidos por artistas de la talla de Bob Dylan, Pearl Jam, U2 y The Strokes para acompañarlos en sus giras. Más adelante, sobre todo en UK entrando en listas de éxitos, consiguiendo dos Brit Awards en 2008 y finalmente en septiembre de 2008, consiguieron el reconocimiento en su nativo Estados Unidos con su tercer álbum de estudio.
En 2009 tenían nueve sencillos en el Top 40 del Reino Unido, incluyendo el número uno "Sex on Fire", y consiguieron el disco de platino en los Estados Unidos por su cuarto álbum, Only by the Night.
En 2010, Kings of Leon ganaron el premio Grammy a la grabación del año, con la canción "Use Somebody".
En 2016 presentaron el álbum "WALLS", con el cual su sencillo "Waste a Moment" llegó al primer puesto en el ranking de la revista Billboard
Kings Of Leon publicaron "When you see yourself" vía streaming y en edición física el 5 de marzo de 2021. Lanzaron el videoclip del primer sencillo, "The bandit", además de hacer público el audio de "100.000 people".

## Discografía

### Discos de estudio
- 2003: Youth and Young Manhood
- 2004: Aha Shake Heartbreak
- 2007: Because of the Times
- 2008: Only by the Night
- 2010: Come Around Sundown
- 2013: Mechanical Bull
- 2016: Walls
- 2021: When You See Yourself
- 2024: Can We Please Have Fun

### EP y discos en vivo
- Holy Roller Novocaine (2003)
- What I Saw (2003)
- Day Old Belgian Blues (2006)
- Live from SoHo (2007) (Solo en Itunes Store)
- Live in London (2008) (Solo en Itunes Store)
- Notion EP (2009)
- Live at the O2 (2009)

### Sencillos
- "Red Morning Light" (2003)
- "Molly's Chambers" (2003)
- "Wasted Time" (2003)
- "California Waiting" (2004)
- "The Bucket" (2004)
- "Four Kicks" (2005)
- "King of the Rodeo" (2005)
- "On Call" (2007)
- "Fans" (2007)
- "Charmer" (2007)
- "Sex on Fire" (2008)
- "Use Somebody" (2008)
- "Revelry" (2009)
- "Notion" (2009)
- "Crawl" (2009)
- "Radioactive" (2010)
- "Pyro" (2010)
- "The Immortals" (2011)
- "Back Down South" (2011)
- "Supersoaker" (2013)
- "Beautiful War" (2013)
- "Temple" (2013)
- "Family Tree" (2014)
- "Waste a Moment" (2016)
- "WALLS" (2016)
- "Around The World" (2016)
- "Reverend" (2017)
- "Mustang" (2024)
- "Nowhere to Run" (2024)

## Miembros
La banda está formada por:
- Anthony Caleb Followill: voz y guitarra rítmica. (14 de enero de 1982)
- Ivan Nathaniel Followill: batería y percusión. (26 de junio de 1979)
- Michael Jared Followill: bajo eléctrico y teclado. (20 de noviembre de 1986)
- Cameron Matthew Followill: guitarra principal. (10 de septiembre de 1984)